# Șuici
Șuici is een Roemeense gemeente in het district Argeș.
Șuici telt 2724 inwoners.